# Geltendorf
Geltendorf est une commune de Bavière (Allemagne), située dans l'arrondissement de Landsberg am Lech, dans le district de Haute-Bavière.

## Jumelages
- Schaidt (Allemagne) depuis 1969
- Saint-Victor-sur-Loire (France) depuis 1969[1]